# Christine Paul-Podlasky
Christine Paul-Podlasky (née en 1948 à Londres) est une actrice britannique et polonaise.

## Biographie
Krystyna Podleska est née à Londres en 1948 de Czesław Podleski, officier de la 1re division blindée polonaise et d'Urszula Lubelska. Elle fréquente l'école de danse classique Royal Ballet School. Elle est également diplômée de la Webber Douglas Academy of Dramatic Art. En 1969, après l'avoir terminée, elle change de nom en Christine Paul, suivant les conseils du directeur de l'académie. Elle revient à son nom de naissance lorsqu'elle s'installe en Pologne.
En 1958 elle vient en Pologne pour la première fois, pendant ce séjour elle fait la connaissance d'un ami de son père, Stanisław Dygat qui est un poète et scénariste. Grâce à cette rencontre elle obtient le rôle principal dans le film de Stanisław Lenartowicz Za rok, za dzień, za chwilę....
Dans les années 1967 - 1992 elle joue au Théâtre de l'Assiociation sociale et culturelle polonaise. Elle travaille aussi au Théâtre dramatique polonais de Londres, Royal Court Theatre, Richmond Theatre, Phoenix Theatre Leicester, The Almost Free Theatre et Lyric Theatre. Les metteurs en scènes ainsi que les critiques du théâtre apprécient son talent comique et admirent sa beauté et sa spontanéité.
À partir de 1976 elle vient occasionnellement en Pologne jouer dans des films de Krzysztof Zanussi, Stanisław Lenartowicz, Stanisław Bareja et Ewa Kruk. Elle envisage de poursuivre sa carrière en Pologne mais la proclamation de la loi martiale, le 13 décembre 1981 anéantit ses projets. Elle revient alors au Royaume-Uni.
En 1999, après la mort de ses parents, elle s'installe en Pologne dans le village de Zielonki près de Cracovie. Elle travaille notamment au Théâtre populaire de Cracovie.
Le 25 janvier 2014, au théâtre Druga Strefa à Varsovie est organisé une fête à l'occasion de ses 45 ans de travail et de son 66e anniversaire.
En dehors de l'art dramatique, elle traduit des pièces de théâtre de l'anglais en polonais.

## Vie privée
Dans sa jeunesse, Christine Paul appartenait au mouvement hippie.
Son premier mari est un escrimeur polonais Janusz Różycki, médaillé d'argent aux Jeux olympiques d'été de 1964, ils divorcent après sept ans de mariage. Son deuxième mari est le chef d'orchestre Jacek Kasprzyk, leur mariage aura duré cinq ans. En 1998 elle épouse l'acteur et le réalisateur Janusz Szydłowski qu'elle a connu dix ans auparavant.

## Filmographie

### Cinéma
- 1970: Deep End: la fille des Hot Dog
- 1971: Macbeth: une danseuse (non créditée)
- 1972: Le Cirque des vampires: Rosa
- 1976: Le Camouflage: Nelly Livington-Pawluk
- 1976: Za rok, za dzień, za chwilę...: Wanda Borejko
- 1980: Le Contrat: Patrycja
- 1980: L'Ours: Aleksandra Kozeł
- 1983[N 2] : Palace Hotel : Nicole
- 2006: Job, czyli ostatnia szara komórka : la prof d'anglais
- 2008: Jak żyć : sage-femme
- 2009: Zamiana : Aldona Piesko

### Télévision
- 1975: The Venturers : serveuse
- 1975: The rough with the smooth : Sammy
- 2003[N 3]: Tygrysy Europy 2: madame Helenka
- 2008: Ranczo: la Belge Carol
- 2008: Świat według Kiepskich : Barbara Podlaska-Dżekson
- 2008: Egzamin z życia
- 2009: Niania : Krysia
- 2010: Licencja na wychowanie: Marianna Lebiega
- 2010: Ojciec Mateusz: Elżbieta Domaszczyńska
- 2010: Pierwsza miłość: mamie Wanda

## Théâtre
- 1967: Piękna Lucynda (Londres) – trois rôles: Terpsychora, Zuzanna i Wawrzonek[1],[5],[6]
- 1970: Obrona Ksantypy (Londres) – Sofrone[7]
- 1977: Polka prosto z kraju (Londres) – Ewa Morowiec[8]
- 1978: W małym domku (Londres) – Maria, l'épouse du docteur[9]
- 1979: Moralność pani Dulskiej (Londres) – Hesia Dulska[10]
- 1988: Powróćmy jak za dawnych lat (Londres)[1],[11]
- 1989: Żołnierz Królowej Madagaskaru (Londres)
- 1990: Fifty-fifty (Londres)[12]
- 1995: Zwierzoczłekoupiór (Teatr Telewizji) – la mère à Bawół
- 1998: Wieczór kawalerski (Teatr Ludowy à Cracovie) – Daphne[13]
- 2002: Siostry Parry (Teatr Ludowy à Cracovie) - Malka
- 2005: Mój boski rozwód (Teatr Ludowy à Cracovie) – Angela Kennedy Lipsky